# Battaglia di Noda-Fukushima
La battaglia di Noda-Fukushima (野田・福島の戦い?) fu uno degli scontri principali della campagna d'inverno dell'assedio di Osaka, e si svolse tra il 28 e il 29 novembre 1614 nella regione di Noda e Fukushima, nella provincia di Settsu.
Le forze Toyotomi avevano ancorato la loro flotta principale nei pressi della confluenza tra i fiumi Temmagawa e Kizugawa, costruendo un magazzino navale nel settore sud-occidentale dell’area di Noda e Fukushima, nella zona di Shinge. Per difendere la struttura, eressero tre linee di palizzate con torri di guardia a Gobunichi, nella zona di Shimofukushima, dove posero 800 soldati al comando di Ōno Harutane. Inoltre, fu costruito un fortino anche a Kamifukushima, difeso da 2.500 uomini sotto il comando di Miyajima Kaneyo.
Tra il 19 e il 26 novembre, le truppe navali dello shogunato, guidate da Kuki Moritaka, Obama Mitsutaka, Chiga Nobuchika e Mukai Tadakatsu, effettuarono diverse incursioni nell’area fluviale, generando ripetuti scontri minori.
Nella notte del 28 novembre, i gruppi di Kuki, Mukai e Chiga attaccarono a sorpresa Gobunichi. A causa della forte pioggia e della schiacciante superiorità numerica del nemico, le truppe di difesa Toyotomi si fecero prendere dal panico e fuggirono verso Tenma, abbandonando la postazione.
All’alba del 29 novembre, Ikeda Tadanao e Togawa Tadayasu, ignari che i nemici fossero già in fuga, lanciarono un attacco tardivo. Resisi conto che la posizione era ormai abbandonata, proseguirono fino al fortino di Kamifukushima, che incendiarono e occuparono, stabilendo lì la loro posizione.